# Троицкий институт инновационных и термоядерных исследований
Троицкий институт инновационных и термоядерных исследований (ТРИНИТИ) — центр научных исследований в области управляемого термоядерного синтеза, физики плазмы, лазерной физики и техники, создания и применения импульсных источников энергопитания на основе МГД-генераторов.

## История
Институт начал своё развитие в 1952 году с организации Магнитной лаборатории в составе Института физических проблем АН СССР. В 1957 году магнитная лаборатория получила самостоятельный статус и название «Отдельная магнитная лаборатория Академии наук СССР» (ОМЛАН). В 1961 году была включена в состав Института атомной энергии им. И. В. Курчатова в качестве сектора, затем отдела, а с 1971 года — филиала, директором которого до 1978 года был академик Е. П. Велихов. С 1978 года по декабрь 2003 года институт возглавлял член-корреспондент РАН В. Д. Письменный.
В 1991 году Филиал Института атомной энергии им. И. В. Курчатова был переименован в Троицкий институт инновационных и термоядерных исследований. В 1994 году институт получил статус Государственного научного центра, в 1997, 2000, 2002, 2004 и 2007 годах этот статус был сохранён.
С 2004 года директором института являлся доктор физико-математических наук, профессор В. Е. Черковец.
17 сентября 2018 года новым директором ГНЦ ТРИНИТИ назначен Дмитрий Марков.
В декабре 2022 г. Ильин К.И. назначен генеральным директором АО «ГНЦ РФ ТРИНИТИ».

## Санкции
24 февраля 2023 года, на фоне вторжения России на Украину, центр включен в санкционный список США за «незаконный контроль России над Запорожской атомной электростанцией Украины». 19 мая 2023 центр попал под санкции Великобритании. 23 июня 2023 года центр включён в санкционный список стран Евросоюза так как он оказывает материальную поддержку и получает выгоду от Правительства России, которое несет ответственность за аннексию Крыма и дестабилизацию Украины. 22 августа 2023 года центр включён в санкционный список Канады против организаций российского военно-промышленного комплекса и ядерного сектора и предприятий «которые связаны с режимом Путина».

## Сотрудники
- сотрудников — 1320,
- научных сотрудников — 290,
- действительных членов и членов-корреспондентов Российской академии наук — 3,
- действительных членов и членов-корреспондентов других академии наук — 4,
- докторов наук — 53,
- кандидатов наук — 150.

## Вузы, с которыми сотрудничает ТРИНИТИ
Институт является базовым для трёх кафедр МИФИ, одной кафедры МФТИ и трёх кафедр МГТУ им. Н.Э. Баумана.